# 甲府市武田氏館跡歴史館
甲府市武田氏館跡歴史館（こうふしたけだしやかたあとれきしかん）は、山梨県甲府市にある公立博物館である。

## 概要
2019年（平成31年）4月、甲府市が開館した甲府市武田氏館跡歴史館は、戦国武将武田氏の歴史や文化を学び活用しつつ、新たな賑わい創出の拠点となるよう図っていくことを目的としている。敷地は信虎・信玄・勝頼の武田氏三代が居住したゆかりの地である史跡・武田氏館跡（現・武田神社）南側に近接している。建物は戦国武将武田三代の歴史、城下町の構造や変遷、発掘調査による出土品（約200点）で明らかになった歴史資料など、戦国時代の歴史や文化を中心に展示・紹介する特別展示室。武田氏三代を始めとする、武田氏館跡に関連した人物の移り変わり、戦国時代に栄えた甲府盆地の様子などを展示・紹介する常設展示室で構成されている。
そのほか、昭和初期に建てられた近代和風建築の「旧堀田家住宅」がある、建具やガラスなどは当時のまま保存されている。1933年（昭和8年）に割烹料亭として利用され、「堀田古城園」と名付けられた。木戸門・主屋・長屋棟・離れ2棟・茶室で構成されており、主屋はガイダンスやミュージアム機能を備えた展示室として、歴史講座やワークショップの開催など、講座や休憩場所として活用されている。
2019年（平成31年/令和元年）は、信虎が1519年（永正16年）に甲府に館を移して500年（川田館から躑躅ヶ崎に甲斐国統治の拠点を遷した）になることから、市では、信玄ミュージアムを「開府500年記念事業」と位置づけている。甲府盆地内の観光地で、県内外を問わずの観光客が一番訪れるのが武田神社（平成29年259万人）であることから、さらに新たな歴史資源、観光資源が設けれたことで、また新たな拠点がつくり出されたことになる。

## 経緯
- 1995年（平成7年） - 史跡武田氏館跡整備対象地の発掘調査
- 2004年（平成16年） - 「史跡武田氏館跡基本構想・基本計画」策定
- 2005年（平成17年）11月 - 「史跡武田氏館跡保存整備委員会」設置
- 2007年（平成19年）3月 - 国指定史跡武田氏館跡 発掘調査現地見学会
- 2015年（平成27年）12月 - 史跡武田氏館跡 無許可現状変更事件[2]
- 2016年（平成28年）
  - 3月 - 発掘調査現地見学会（梅翁曲輪地点）
  - 10月 - 開府500年 甲府歴史講座 国指定文化財高室家住宅の現地見学会
  - 10月11日 - （仮称）史跡武田氏館跡総合案内所建設工事 実施設計入札説明会
  - 11月7日 - （仮称）史跡武田氏館跡総合案内所建設工事 実施設計委託契約
- 2017年（平成29年）
  - 3月 - 発掘調査現地見学会（西曲輪地点）
  - 7月 - 開府500年 甲府歴史講座 塩部遺跡現地見学会
  - 9月 - 開府500年 甲府歴史講座 高室家住宅の現地見学会
  - 11月 - 発掘調査現地見学会（西曲輪）
- 2018年（平成30年）
  - 1月17日 - 甲府市武田氏館跡歴史館建設工事 入札説明会
  - 2月21日 - 甲府市武田氏館跡歴史館建設工事 工事契約
  - 11月8日 - 飲食物販プロポーザル公募開始
- 2019年（平成31年）
  - 1月31日 - 飲食プロポーザル公募契約
  - 2月20日 - 開館を4月5日に、愛称を「信玄ミュージアム」に決定
  - 2月28日 - 甲府市武田氏館跡歴史館 竣工
  - 3月23日 - 発掘調査現地見学会（味噌曲輪）
  - 4月5日 - 甲府市武田氏館跡歴史館 開館[3][4][5]

### 建築概要
- 所在地 - 山梨県甲府市大手三丁目1番14号
- 竣工年 - 2019年（平成31年）2月28日
- 敷地面積 - 約 2,800m2
- 建物構造 - 木造平屋建

建物床面積 - 総合案内 92.61m2、常設展示室 124.21m2、特別展示室 227.07m2、旧旧堀田家住宅主屋（学習室）、長屋棟（飲食店舗）、離れ1・2、茶室
- 基本構想 - 東京理科大学工学部建築学科 古城園ＷＧ
- 実施設計 - 一級建築士事務所有限会社アルケドアティス(旧堀田家住宅）　雨宮建築設計事務所(総合案内所）
- 建築施工 -
- 所有者 - 甲府市
- 保存修理 - 旧堀田家住宅

## 開館状況
- 休館日 - 火曜日（祝日の場合は翌日）・年末年始（12月29日 - 12月31日）、その他、臨時開館・休館がある
- 開館時間 - 午前9時 - 午後5時
- 観覧料（特別展示室） - 一般は300円（20名以上の団体は240円）・高校生以下は無料

小中学生・高校生の教育課程での観覧料減免、障害者・同介護者の観覧料免除などの申請書がある
- 駐車場 - 武田神社の参拝者用駐車場の利用可

- 入口と回廊（2019年5月撮影）
- 総合案内（2019年5月撮影）
- 常設展示室（2019年5月撮影）
- 展示室通路（2019年5月撮影）
- 学習室木戸門（2019年5月撮影）
- 学習室2019年5月撮影）
- 学習室庭園（2019年5月撮影）
- 学習室玄関（2019年5月撮影）
- 学習室（2019年5月撮影）
- 学習室（2019年5月撮影）
- 離れ1・2（2019年5月撮影）
- 茶室（2019年5月撮影）

## 交通
鉄道
- 東日本旅客鉄道（JR東日本）中央線 - 甲府駅北口より山梨交通バス利用

バス
- 山梨交通 - 武田神社・積翠寺行利用10分

自動車
- 中央自動車道 - 甲府昭和インターチェンジより20分